# Етел Райм
Етел Райм (на английски: Ethel Rhyme) e американска фолклористка, изследователка на източноевропейска полифонична вокална музика, традиционна и аранжирана, изпълнявана предимно акапелно.
Етел Райм и Мартин Кьонинг са директори на Етнографски център за народни изкуства в Ню Йорк (Център за традиционна музика и танци).
Валя Балканска, която се явява на първия Национален събор на българското народно творчество, проведен от 12 до 15 август 1965 г. в местността Войводенец, Етел Райм и Мартин Кейнинг записват песента „Излел е Дельо хайдутин“, а професионалните гайдари Стефан Захманов от Соколовци и Лазар Каневски от Момчиловци изпълняват музикалния съпровод. Записът е през 1968 г. Двамата гайдари свият наблизо, в съседния коридор, за да не доминират над гласа на Валя. Всичко това се случва в една стая в училището ей така отведнъж, без репетиция. Други български песни са „Цар Мурат Мари думаше“ – традиционна българска песен и „Чули се са мале“ – традиционна македонска песен.

### Професионална кариера
Центърът за традиционна музика и танци (CTMD), под ръководството на Райм като негов изпълнителен директор, провежда теренни проучвания и програми за забележително разнообразие от етнически традиции, включително тези на американците от Карибите и цяла Южна Америка, Африка, Балканите, Ирландия, славянските, еврейските, средиземноморските и азиатските културни традиции. Заедно със съдиректора и дългогодишен неин колега Мартин Кьониг от Програмата за славянски и балкански култури на фестивала на американския фолклор „Смитсониън“ и Балканския център за изкуства в Ню Йорк (сега известен като Център за традиционна музика и танци) са новатори в подходите за представяне на традиционни артисти в познати обстановки.
През втората половина на XX век тя е смятана за национален лидер в съживяването на разнообразните етнически традиции и пробуждането на американците към по-широко разбиране за традиционното музикално и танцово наследство.

## Дискография

### С „Пениуистлърс“
Етел Рейм е широко призната за експертния си опит в пеенето на идиш и е специализирана в репертоара от самостоятелни балади на този език, както и лирични любовни песни. Тя е съосновател и директор на влиятелната изцяло женска акапелна група „Пениуистлърс“ и има забележителна кариера като изпълнител, ръководител на семинари, майстор учител по пеене и агент на лейбълите Elektra и Nonesuch. Рейм е преподавала солово пеене на идиш в Училището по изкуства „Тиш“ към Нюйоркския университет, Yiddish Summer Weimar, KlezKamp, KlezKanada, Yiddish New York и семинари в обществени центрове в САЩ и извън тях. Заради дълбокото си влияние върху запазването на традициите на имигрантските сценични изкуства в САЩ, Рейм е обявена за стипендиант на Националното наследство „Бес Ломакс Хоус“ през 2018 г. от Националния фонд за изкуства.
| Загллавие                                       | Лейбъл           | Формат   | Година       |
| ----------------------------------------------- | ---------------- | -------- | ------------ |
| The Pennywhistlers                              | Folkways Records | FW-8773  | 1963         |
| The Pennywhistlers: A Cool Day and Crooked Corn | Nonesuch         | H-72024  | 1965         |
| The Pennywhistlers – Songs From Everywhere      | Verve Folkways   | FV-9034  | 1966, моно   |
| The Pennywhistlers – Songs From Everywhere      | Verve Folkways   | FVS-9034 | 1966, стерео |
| The Pennywhistlers: Folksongs of Eastern Europe | Nonesuch         | H-72007  | 1967         |
| Songs of the Earth (с Теодор Бикел)             | Elektra          |          |              |